# Adolfo Mejía Navarro
Adolfo Mejía Navarro (San Luis de Sincé, 5 de febrero de 1905 - Cartagena de Indias, 6 de julio de 1973) es considerado como uno de los grandes músicos y compositores en la historia musical de Colombia.

## Biografía
Adolfo Mejía nació el 5 de febrero de 1905 en el municipio de San Luis de Sincé, anteriomente municipio del departamento de Bolívar y actualmente se encuentra en el departamento de Sucre. Hijo de Adolfo Mejía Valverde, tiplista, malabarista, orfebre y artista y de Francisca Navarro, es llevado por sus padres a la ciudad de Cartagena a la edad de 11 años. 
Adolfo Mejía tuvo contacto desde muy temprana edad con la música en vivo tocada por su padre y otros músicos de Sincé. Él vivió en su infancia y adolescencia en el barrio amurallado de San Diego donde empezó a florecer su amor por Cartagena, el cual quedó poéticamente retratado de manera posterior en el reconocido bolero Cartagena. Así mismo empezó a descubrir su talento para la composición musical. Ingresó a la Escuela Normal de instructores. Posteriormente participó en el coro de San Pedro Claver y en el año 1918 inició sus estudios profesionales en la Universidad de Cartagena en la facultad de filosofía y letras. Perteneció inicialmente a la Estudiantina Revollo con Victor Turpín, luego tocó en la Orquesta Eureka y perteneció a la denominada primera orquesta de jazz colombiana la Jazz Band Lorduy Orchestra.
Adolfo Mejía aprendió hablar árabe, griego, alemán, francés, italiano e inglés, además de su lengua materna, el español, fue un hombre bohemio, en sus ratos de ocio le gustaba reunirse en un café popular de Cartagena donde se hablaba de filosofía, artes y recitaba poemas. Uno de los lugares que más frecuentó fue el patio de Candita Rojas, a quien le compuso un bello pasillo de nombre homónimo años después. 
Su instrumento favorito era la guitarra, pero su destreza más notable fue con el piano. Aunque este hijo adoptivo de Cartagena tocaba varios instrumentos, su mayor pasión era la composición. 
En 1930 Adolfo Mejía se casa con Rosita Franco y unos meses después viaja a Nueva York junto con el músico Ladislao Orozco. Allí permanece cerca de tres años e integra entre otros, el Trío Albéniz junto a los músicos Terig Tucci y Antonio Francés, trío de planta de la Columbia y la RCA. En 1933 regresa a Cartagena, para posteriormente viajar a Bogotá por un largo periodo. A partir del año 1936 estudió en el Conservatorio de la Universidad Nacional y trabajó como bibliotecario en la Orquesta Sinfónica Nacional por invitación del músico y director Guillermo Espinoza Grau.
En el año 1938 Adolfo Mejía compone una de sus obras más conocidas "Pequeña Suite", con la cual gana el premio de composición Ezequiel Bernal. Esta es una obra considerada  por los especialistas dentro del estilo nacionalista sinfónico. Ganó una beca de estudios en la Escuela Normal Superior (Francia), dedicada a la preparación de pedagogos musicales, donde toma clases con Nadia Boulanger y otros profesores. 
Debido al estallido de la Segunda Guerra Mundial, Adolfo Mejía se refugió primero al sur de Francia y luego en Italia. Estando allí toma un barco para regresar a América, llegando por Brasil. Allí se encuentra al director polaco Leopoldo Stokovsky dirigiendo la American Youth Orchestra, junto con el cual viaja de nuevo a la ciudad de Nueva York, él permaneció hasta 1945 año en que regresa a la ciudad de Cartagena donde establece junto a otros intelectuales la Sociedad Pro-Arte Musical. 
En el año de 1970 le fue otorgado el Premio Nacional de Música de Colcultura y el doctorado honoris causa en Humanidades por parte de la Universidad de Cartagena. 
Adolfo Mejía fue muy amigo de José Mazzilli Ribón, quienes se hablaron mutuamente, intercambiando conceptos técnicos en torno a la guitarra durante largas veladas musicales realizadas en la casa de la calle de los Puntales del Barrio de San Diego en Cartagena de Indias. Es mencionado en todos los libros en los que se narran las grandes composiciones de la música colombiana.

## Fallecimiento
Adolfo Mejía falleció el 6 de julio de 1973 en Cartagena de Indias, víctima de trombosis cerebral que duró casi tres años recluido en su casa, en la cual fallece a causa de un infarto.

## Obras
Compuso diversas obras: 
- Obras para orquesta sinfónica: Improvisación, Pequeña Suite (1938), Preludio Tercera Salida de Don Quijote (1938), Capricho Español (Arpa y Orquesta), Renacuaca al Cocodrilo, Íntima I (Fantasía), América (Poema sinfónico), Bachianas, Suites de Danzas Españolas y Danza Africana.
- Obras para coro: Arrurrú, El torito, Dios de bondad, El tropelín, Ven niño ven, Zamba si o no, Canción de cuna y Ave María. 
- Obras para piano: Primicias (1916), El burrito, Bambuco en Mi mayor, Bambuco en Si menor, Campanas, Preludio en Fa mayor, Preludio en Fa menor, Vals infantil, Pincho (Danza), Aquella vez (Pasillo), Tiene caché (Pasillo), Segunda improvisación, Pasillo No. 1 en Re Mayor, Pasillo No. 2 en Re Mayor, Preludio en Re bemol mayor, Pasillo en Mi bemol mayor, Improvisación, Manopili (Zamba), Luminosidad de Aguas (Preludio), Trini (Danza), Candita (Pasillo) y Apuntes. 
- Obras para guitarra: Bambuco, Españolerías, Joyas y Malagueña. 
- Obras para orquesta de cámara: Busca mujer (Cuarteto para piano), Piquinini, Poemita (Cuerdas), Trío en Mi menor (Violín, Chelo y Piano), Ayer (Violín y Piano), Oye (Violín y Piano), Lopeziana (Violín y Piano), Manopili (Violín y Piano), Acuarela (Cuerdas), Impromptu (Chelo y Piano) y Danza mora (Piano y Cuerdas).  
Obras para himno: Himno a Cartagena, Himno a la Armada Nacional e Himno a la Virgen del Carmen.
Obra para arpa: Luminosidad de aguas, compuesta para el arpista español Nicanor Zabaleta, se estrenó en el Quinto Festival de Música Sinfónica de Cartagena en 1949, Mejía dirigía la Orquesta Sinfónica de Colombia y la obra fue transcrita para piano. 
Obras para banda: Lindaraja, Trini (Danza), Aguas vivas (Pasodoble) y Vaya usted al garaje.  
Obras de música instrumental: Tiempo de malagueña, Tú vives en mí, Aria, Finita, Poemilla, Añoranza, Concertante y La promesa. 
Obras para voz y piano: Cartagena (Bolero), Te quiero (Danza) e Ilusión.